# RUF・Rt12
RUF・Rt12は、ドイツのRUFオートモービルが製造した、ポルシェ・911（997型）をベースにしたスポーツカー

## 概要

### モデル情報
RUF・オートモービル社は、2004年秋のエッセンモーターショーで初登場したポルシェ・997をベースにした最初のモデルとしてRUF Rt12 Sを発表した。
先代の996ターボのエンジンをベースにしたツインターボ3.6L水平対向六気筒エンジンは、530～560ps(523～552hp)の定格出力を誇り、ボアは102mmに、ストロークは76.4mmに拡張され、総排気量は3.7L(3746cc)となっている。
エンジンの定格出力は、Rt 12 Sで7000rpm・685ps(676hp)、最大トルクは4000rpm・880Nm。
Rt 12 Rで7000rpm・730ps(720hp)、最大トルクは3500rpm・940Nmとなっている。
997からの変更点としては、VTGターボチャージャーをKKK製ユニットに交換、鋳造合金製インテークマニホールド、ガスフローシリンダーヘッド、大型スロットルボディ、特注カムシャフトの102 mm Mahleピストン等。
ターボ圧は1.3bar。
エンジンのレッドゾーンは7500rpmとなっている。
当車種は、特別に開発されたRuf製ボディワークを特徴としており、独特の外観を実現すると同時に、ダウンフォースを増加させ、高速安定性を向上させている。
大型のクロスドリルドブレーキが装備されているが、ポルシェ997のSモデルにオプションで装備しているセラミックブレーキ（PCCB）と比べて、このシステムがどの程度の性能向上をもたらすのかについては議論がされている。PCCBシステムに対する疑問から、RufはRt12にはPCCBを採用しなかった。
さらに、Rufは工場のアクティブサスペンションシステムを自社設計のスタティックシステムに置き換えた。オーリンズと共同開発した油圧制御システムは、車道への進入時などに車高を上げることが可能であり、オプションで選択可能。Rt12のエクステリアは、標準のポルシェ997ターボと異なり、リアハッチのエアトンネルが標準のポルシェ997ターボの下部トンネルよりも低温の空気をツインターボチャージャーに供給するとされている。
計13台が製造され、RRレイアウトはオプションで選択可能であった。

### パフォーマンス
Rt 12は標準ギア比で0-97 km/h (60mph)を3.8秒で加速し、最高速度は352 km/h。これは1996年にRUF CTR2が記録した349 km/hの記録と非常に近いものだ。これにより、フェラーリ・エンツォ、ポルシェ・カレラGT、メルセデス・ベンツ・SLRマクラーレンなどの同様のスポーツカーと比較して、直線性能が優れていた。同等のスポーツカーにはマクラーレン・MP4-12C (発進加速は速いが、最高速度はわずかに低い) がある。
最高速度は公式には352km/h（219mph）と発表されているが、より高いギア比のオプションがあり、これにより車の出力は685PS（676hp）、トルクは880Nmにまで上昇し、360km/h（224mph）を超える速度まで加速すると報告されている。